# حوا (فیلم ۲۰۰۸)
حوا (انگلیسی: Eve) یک فیلم به کارگردانی ناتالی پورتمن است که در سال ۲۰۰۸ منتشر شد. از بازیگران آن می‌توان به بن گازارا، لورن باکال، و اولیویا ترلبی اشاره کرد.